# 付着生物

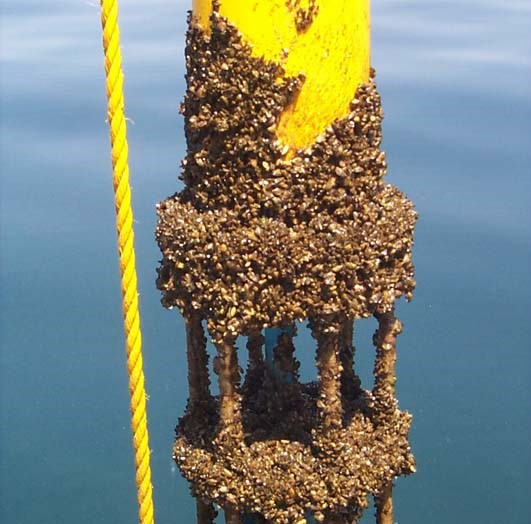
流向流速計に付着したゼブラガイ

付着生物（ふちゃくせいぶつ、英語：sessile organisms）とは、水中の固形物に付着して生活する生物の総称。固着生物とも呼ぶ。
一般に卵、幼体は水中を移動するものの、着底後はほとんど、もしくは全くその場から移動しない。船舶・堤防・取水施設・排水施設その他の人工物に付着してそれらの性能や機能を減じたり、水産物の養殖の成長を阻害したりするため、有害生物とみなされることも多い。

## 付着する生物
基物上に附着する生物は、付着して全く動かない固着性のもの、穴を掘って潜る穿孔性のもの、それに匍匐性のもの、あるいはそれらの中間的なものなどがある。たとえば巣穴を作ってそれを固定させるが、本体は自由に動ける端脚類のドロクダムシ科のようなものもある。
いずれにせよ、特に海においては様々な生物が基盤上に付着して暮らしており、そのような生物自体も基盤となってその上に生物が附着するという状況が見られる。
1952年にアメリカ海軍がウッズホール海洋研究所の協力で付着生物リストを制作し、約2000種の動植物をリストアップした。2000年代のリストでは、 海洋付着生物の種類は世界的に見て約2000種、生物分類ではバクテリア・菌類50、珪藻類110、海藻450、動物各類計約1240である。そのうち基質に付着する固着生活種は動物類で合計824種、菌類等を合わせて約1500種である。

### 植物
- ワカメ、コンブなどの海藻類、珪藻、藍藻、緑藻など。

### 動物
- フジツボ、コケムシ、多毛類の一部、貝類の一部（ムラサキイガイやイシマテ、カキ）、サンゴその他多数。

## 付着生物の研究
生物学的な面はもとより、生物の付着が船舶の外殻や給・排水施設の性能に大きな影響を与えることから、工学的な必要性から付着生物の生態へアプローチも行われる。

### 人工物への付着生物対策
有機スズ化合物は、付着生物を忌避するために船舶の塗装に用いられてきたが、2008年9月に発効した船舶についての有害な防汚方法の管理に関する国際条約（通称:AFS条約）によって禁止された。それ以降、毒性が低い酸化銅(I)(亜酸化銅)などが付着忌避物質となる防汚塗料として使われている。
鮫皮は、フジツボなどが付着しにくいことから、生物構造を応用するバイオミメティックスが検討されている。(バイオミメティックス防汚塗料)
超音波による生物付着防止、パルス放電、パルスレーザー、温水などによる生物付着対策の研究されている。

### 生物への付着生物対策
ウミガメなどの海洋生物に付着して、座礁させるため取り除く処置が行われる。